# Paroisse en France
Une paroisse, en France, est une communauté de fidèles catholiques ou protestants, appelés paroissiens. Elle correspond à la subdivision de base d'un diocèse de l'Église catholique de France. La paroisse joue un rôle essentiel dans la vie religieuse des fidèles. Le lieu de culte et de célébration des croyants est appelé église. Pour les protestants, on parle plutôt de temple (hors Alsace-Moselle, où le terme d'église est préféré).
Les paroisses peuvent être regroupées en secteurs dans chaque diocèse.

## Organisation d'une paroisse

### Responsabilités
Dans l'organisation épiscopale de l'Église catholique, et comme dans la plupart des paroisses du monde, la paroisse est placée sous l'autorité d'un curé, qui lui-même est placé sous l'autorité d'un évêque. Le curé est assisté, dans les paroisses importantes, par d'autres prêtres (appelés vicaires) et diacres, ces derniers étant laïcs.

### Équipe d'animation paroissiale (EAP)
L'équipe d'animation paroissiale se réunit régulièrement pour gérer les affaires quotidiennes de la paroisse.

### Conseil économique paroissial (CEP)
Le Code de droit canonique de 1983 fait une obligation à tout administrateur des biens de l’Église d’être assisté dans sa tâche par un conseil. Le conseil économique paroissial est chargé notamment des bâtiments de la paroisse. Il a aussi le souci de la bonne gestion des réalités transversales de la paroisse (aumôneries de santé, de l’enseignement public, etc.) lorsqu’elles sont placées sous la vigilance pastorale du curé.

### Mouvements catholiques et œcuméniques
Le curé est responsable de l'animation de tous les mouvements catholiques dans la paroisse. Il délègue généralement cette responsabilité à des diacres ou des laïcs dans différents domaines :
- sur le plan catholique : éveil à la foi, catéchèse pour les jeunes enfants, scouts, aumônerie des lycées pour les adolescents (celle-ci correspondant souvent à un secteur), Associations familiales catholiques, Équipes Notre-Dame, etc. ;
- sur le plan œcuménique : Église verte pour la sauvegarde de la Création, parcours Alpha pour l'évangélisation des adultes et plus généralement l'annonce de la Parole de Dieu ; ces deux mouvements sont pratiqués séparément entre catholiques et protestants), etc.

## Historique

### Antiquité
Au IVe siècle, saint Martin de Tours crée et organise les premières paroisses en France.

### Époque médiévale
La paroisse est l'objet de quatre missions distinctes :
- mission patrimoniale : les édifices paroissiaux sont la propriété de nobles ou d'abbayes ;
- mission économique : la paroisse octroie la dîme à celui qui la perçoit ;
- mission sociale : la paroisse est sujette au patronage, organisé par des clercs, des abbayes, etc ;
- mission pastorale : la paroisse est desservie par des religieux ou s'appuie sur un curé qui lui est affecté.

### Sous l'Ancien Régime

#### Le corps politique
Au XVIIIe siècle, les décisions concernant la paroisse étaient prises par le corps politique, qui comprenait généralement autour de dix-sept personnes, par exemple en Bretagne : cinq membres de droit (le sénéchal, le procureur du roi ou du seigneur, le recteur et les fabriciens en exercice) et douze membres choisis parmi les anciens fabriciens.

#### Les prêtres habitués
Dans les paroisses d'Ancien Régime, outre les curés et les vicaires, il y avait des prêtres qui n’avaient pas de fonctions précises. Ils vivaient généralement dans la paroisse où ils étaient nés. On les appelait « prêtres habitués », puisqu'ils y habitaient, qu’ils y avaient leurs habitudes. Certains bénéficiaient d’une chapellenie, mais la plupart étaient fort pauvres, vivant en partie des maigres participations des fidèles au casuel lorsqu'ils assistaient à des offices religieux, par exemple à des enterrements. Ils avaient souvent recours à la charité publique et vivaient aussi souvent du soutien de leur famille.

### Révolution française
Sauf pour les plus petites et celles situées en milieu urbain, la Révolution transforma chaque paroisse en une commune avec des territoires et populations identiques (loi établissant les municipalités du 14 décembre 1789). La paroisse parut à ce moment une notion et une réalité définitivement condamnées, et il lui fallut plusieurs années pour récupérer une partie de ses attributs d'Ancien Régime.

### Époque moderne
En dehors des villes, au statut particulier, la paroisse jusqu'à la Révolution était l'entité de base du Royaume. Non seulement son origine et sa nature religieuse n'empêchaient pas les élites et les administrations de la considérer comme la circonscription de base, mais le curé était estimé comme le personnage et l'interlocuteur essentiel, le clergé et de rares notables étant parfois les seuls à posséder quelque instruction. Le clergé séculier a été modelé par les séminaires mis en place à la suite du Concile de Trente. Les études y durent 5 ans (2 ans de philosophie, 3 ans de théologie). Ordonnés prêtres après ce cursus, leur ministère commence par une période de vicariat, certains restent vicaires toute leur vie alors que d'autres sont nommés aux fonctions de curé.
Celui qui nommait les curés était rarement l'évêque diocésain ; le droit de collation, c'est-à-dire de nomination du titulaire, pouvait aussi être détenu par un autre ecclésiastique, une abbaye ou un laïc, généralement un seigneur du lieu ou le roi. Ainsi, dans le diocèse de Besançon, à la fin du XVIIIe siècle, 24 sont nommés par le chapitre métropolitain, une centaine par des abbayes, 70 par les seigneurs, 6 par le roi et cinq curés sont élus par les paroissiens. Dans tous les cas, l'évêque gardait le droit d'institution canonique.
S'appuyant sur le respect des ouailles (nom courant pour les paroissiens fidèles) pour leur curé, celui-ci se trouva chargé de fonctions civiles comme l'État-civil ou la lecture de textes législatifs ou d'ordonnances de justice au cours ou à l'issue des messes. Habitués à recevoir de sa part des doléances ou requêtes au nom de ses paroissiens, les agents royaux trouvaient naturel de solliciter le curé pour obtenir des informations ou de lui confier des tâches où sa connaissance et sa proximité du peuple étaient essentielles telles que la distribution de secours. Au milieu du XVIIIe siècle, c'est au clergé qu'on demande des statistiques de population pour leur paroisse ; opération encadrée par les subdélégués de l'intendant. Il assumait avec plus ou moins de bonne volonté ces charges supplémentaires et apparaissant généralement sans accord préalable.
S'appuyer sur les paroisses en confiant aux curés des missions d'intérêt général était aussi pour le pouvoir royal une façon de négliger la féodalité et de ne pas devenir les obligés des seigneurs du lieu.
De ce point de vue administratif, la paroisse était l'unité fiscale. Au cours d'assemblée de paroisse, les paroissiens intéressés devaient répartir les impôts sur chaque foyer et désigner chaque année les collecteurs. Ces assemblées rassemblent les chefs de famille de la paroisse qui peuvent être des femmes en cas de veuvage.

### Concordat de 1801
Le régime concordataire établit en 1801 par Napoléon Bonaparte et le pape Pie VII, soumet toutes créations de paroisses de l'église catholique à l'approbation des pouvoirs publics, comme le stipule l'article 9 (IX) de l'accord : « Les évêques feront une nouvelle circonscription des paroisses de leurs diocèses, qui n'aura d'effet que d'après le consentement du Gouvernement ». Les articles 60 à 63 (LX à LVIII) de la convention du 26 messidor an IX (titre IV - section 2) qu'il y aura au moins une paroisse dans chaque justice de paix. Chaque paroisse pouvant disposer d'autant de succursales que nécessaire (art. 60). « Chaque évêque, de concert avec le préfet, réglera le nombre et l'étendue de ces succursales. Les plans arrêtés seront soumis au Gouvernement, et ne pourront être mis à exécution sans son autorisation » (art. 61). « Aucune partie du territoire français ne pourra être érigée en cure ou en succursale sans l'autorisation expresse du Gouvernement » (art. 62). « Les prêtres desservant les succursales sont nommés par les évêques » (art. 63).
Ce régime prend fin lors de la promulgation de loi de séparation des Églises et de l'État en décembre 1905 qui rend aux évêques la totale liberté de fixer le nombre et les limites paroissiales de leur diocèse.

### Les paroisses en France auXIXesiècle
Le Concordat de 1801, complété par les Articles organiques, réorganise les paroisses ; seules les plus importantes, correspondant généralement aux chefs-lieux de canton, sont pourvues d'un curé (payé par l'État, et dont la nomination doit être approuvée par le préfet), les paroisses moins importantes ne disposant que d'une église succursale avec à leur tête un simple desservant, non payé par l'État. Cette organisation est restée en place jusqu'à la loi de séparation des Églises et de l'État de 1905.

### AuXXesiècle
À la fin des années 1980, la France comptait près de 38 000 paroisses, soit un peu plus d'une paroisse par commune en moyenne. Les communes plus peuplées disposant parfois de plusieurs paroisses sur leurs territoires.
L'exode rural et autres facteurs divers a réduit son nombre à environ 15 000 (chiffres 2006), avant de remonter dans les années 2010 à 19 000 à la faveur de la rurbanisation (chiffres 2011).

### Évolutions auxXXesiècleetXXIesiècle
Dans les campagnes françaises, le nombre décroissant de prêtres a poussé depuis quelques décennies au regroupement paroissial (ou vicariat forain). Plusieurs paroisses sont réunies et confiées à un seul curé assisté de quelques laïcs. Ce phénomène s'étend à la plupart des villes, même les plus importantes, où les églises qui correspondaient chacune à une paroisse sont regroupées. Ainsi les trois anciennes paroisses, Saint-Sauveur, Saint-Étienne et Saint-Sauveur du centre de Lille sont regroupées dans la seule paroisse Saint-Eubert desservant deux lieux de cultes ouverts sur les trois originels.
Des laïcs, bénévoles ou rémunérés, soulagent le clergé de diverses tâches matérielles telles que l'entretien de l'église et la préparation des cérémonies ; le sacristain (aussi appelé bedeau ou custos) y vouait souvent toute son existence. De nos jours, ce rôle est assuré par un ou plusieurs laïcs. Pour les cérémonies dans l'église, en particulier la messe dominicale et les processions, les ministres du culte sont assistés par les enfants de chœur, ou servants de messe, jeunes garçons ou jeunes filles de la paroisse volontaires pour assumer ce rôle. De nombreuses vocations sont révélées dans ce cadre.